# Igreja de Santa Maria de Sião

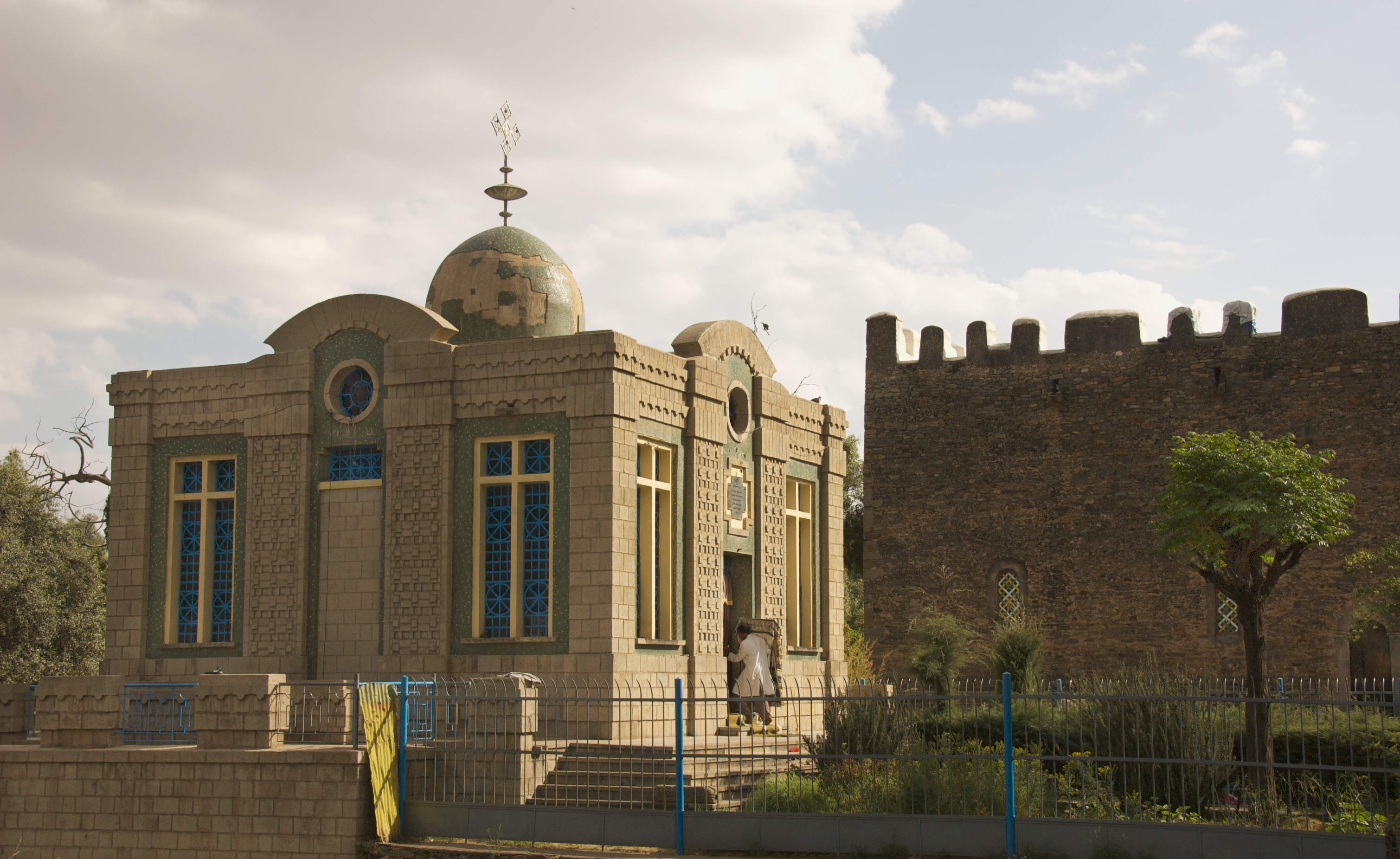
Capela onde estaria guardada a Arca da Aliança.

A Igreja de Santa Maria de Sião (amárico: ርዕሰ አድባራት ቅድስተ ቅዱሳን ድንግል ማሪያም ፅዮን Re-ese Adbarat Kidiste Kidusan Dingel Maryam Ts’iyon) localiza-se na cidade de Axum, na Região Tigré, no norte da Etiópia. É um lugar de grande importância para a Igreja Ortodoxa Etíope.
Destruída e reconstruída várias vezes, uma nova igreja foi levantada pelo Imperador Haile Selassie na década de 1950. Numa capela próxima é guardada, segundo a tradição, a Arca da Aliança, cuidada por um monge guardião que é a única pessoa com licença para ver a relíquia. De acordo com velhas histórias compiladas no livro sagrado Kebra Nagast, a Arca foi trazida de Jerusalém à Etiópia por Menelik, filho do rei Salomão e Makeda, rainha de Sabá.